# Wollaston (MBTA-Station)
Wollaston ist der Name einer U-Bahn-Station der Massachusetts Bay Transportation Authority (MBTA) im gleichnamigen Stadtteil von Quincy im Bundesstaat Massachusetts der Vereinigten Staaten. Sie bietet Zugang zum Braintree-Zweig der Linie Red Line.

## Geschichte
Die Station Wollaston wurde im Stil des Brutalismus errichtet und gemeinsam mit den Stationen North Quincy und Quincy Center im Jahr 1971 eröffnet.

## Bahnanlagen

### Gleis-, Signal- und Sicherungsanlagen
Der U-Bahnhof verfügt über zwei Gleise, die über einen Mittelbahnsteig zugänglich sind.

### Gebäude
Der U-Bahnhof befindet sich an der Kreuzung der Straßen Beale Street und Newport Avenue. Er wurde noch nicht renoviert und ist daher als einzige Station der Red Line nicht barrierefrei zugänglich. Das Gebäude ist seit dem Abriss der Hochbahnen Atlantic Avenue Elevated, Charlestown Elevated, Washington Street Elevated und Causeway Elevated neben den Stationen Science Park, Malden Center, Charles/MGH, Beachmont und Fields Corner eine der wenigen verbliebenen aufgeständerten U-Bahnhöfe der MBTA.

## Umfeld
An der Station besteht eine Anbindung an zwei Buslinien der MBTA, zusätzlich stehen 30 Abstellplätze für Fahrräder sowie 550 kostenpflichtige Park-and-ride-Parkplätze zur Verfügung. Etwa 0,5 mi (0,8 km) entfernt befindet sich das Eastern Nazarene College.